# Acer heldreichii
Acer heldreichii — вид квіткових рослин із роду клен (Acer).

## Морфологічна характеристика
Це дерево від середнього до високого, до 30 метрів заввишки. Молоді гілки голі, у зрілості темно-червоні або коричневі. Зимові бруньки червоно-коричневі. Листя зазвичай 5-лопатеве, 9–14 × 11–17 см, серцеподібні біля основи, частки яйцювато-видовжені, коротко загострені, з неправильно пилчасто-зубчастими часточками, темно-зелені та голі зверху, сизуваті знизу і голі, за винятком червонувато-коричневого запушення в пазухах жилок; ніжка листка гола, 4.5–17 см. Квітки в прямих зворотно-пірамідальних волотях такої ж довжини, як і ширини. Крильця плоду паралельні або злегка роздвоєні, зазвичай червонуваті, 30–37 × 10–18 мм; горішки слабо стислі, яйцеподібні, голі. Квітне навесні.

## Поширення й екологія
Вид зростає на Балканському півострові, у Туреччині, на Південному Кавказі. Це гірський холодостійкий вид. Росте в змішаних листяно-хвойних лісах, а також у високогірних місцях існування.

## Використання
Цей вид використовується для деревини та виготовлення музичних інструментів. Також представлений у вирощуванні.

## Галерея

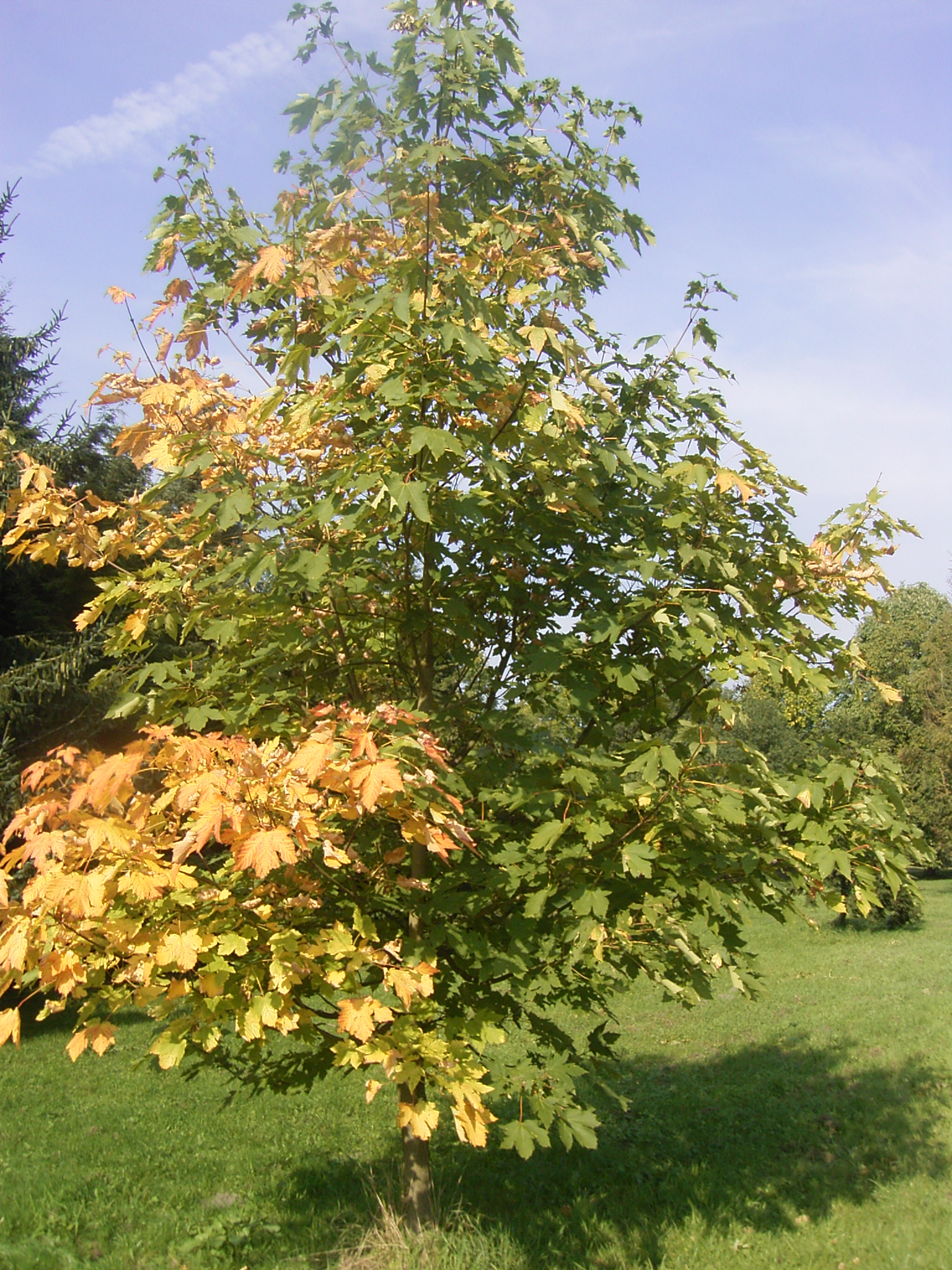
Дерево
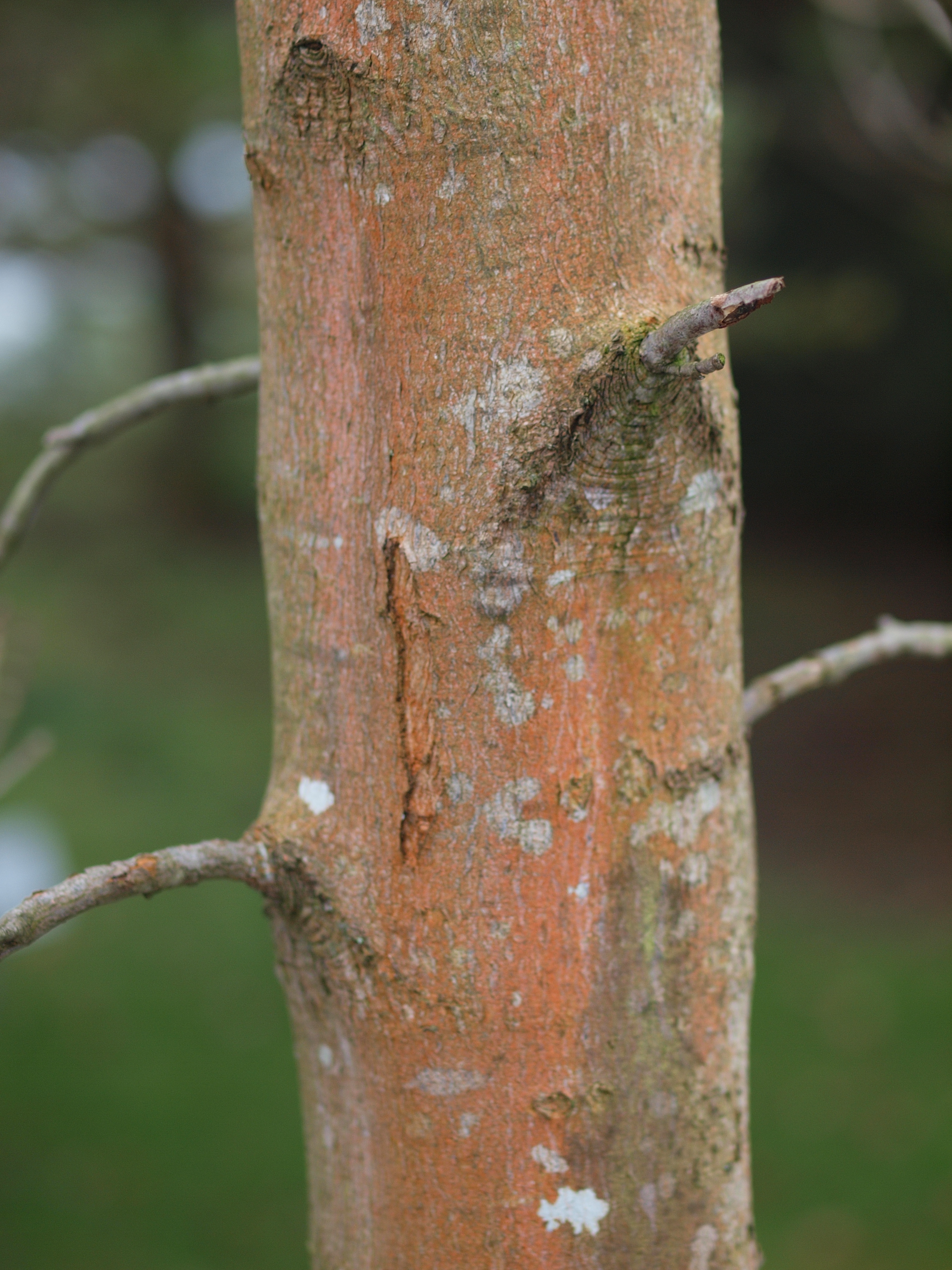
Молода кора
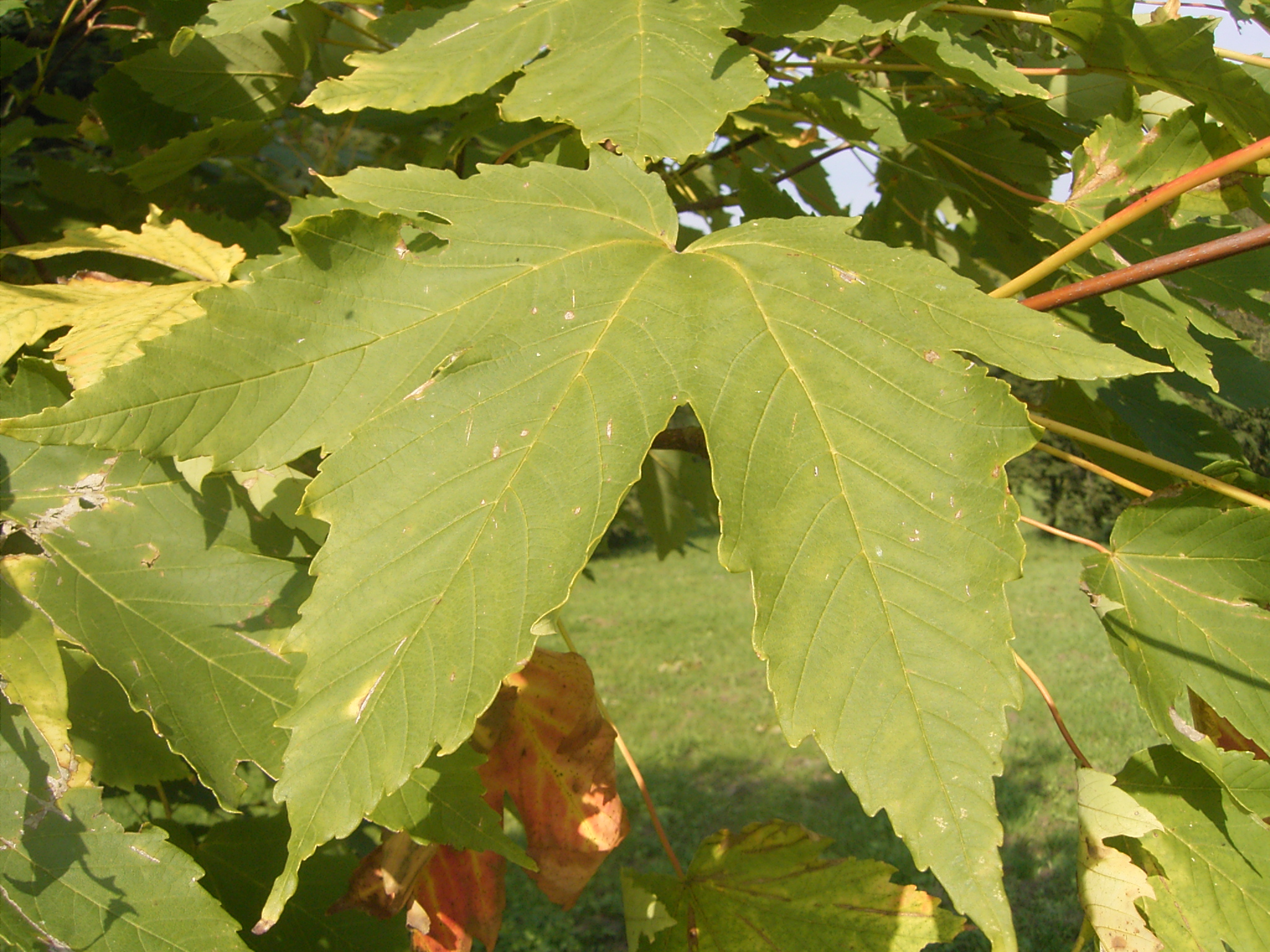
Листок
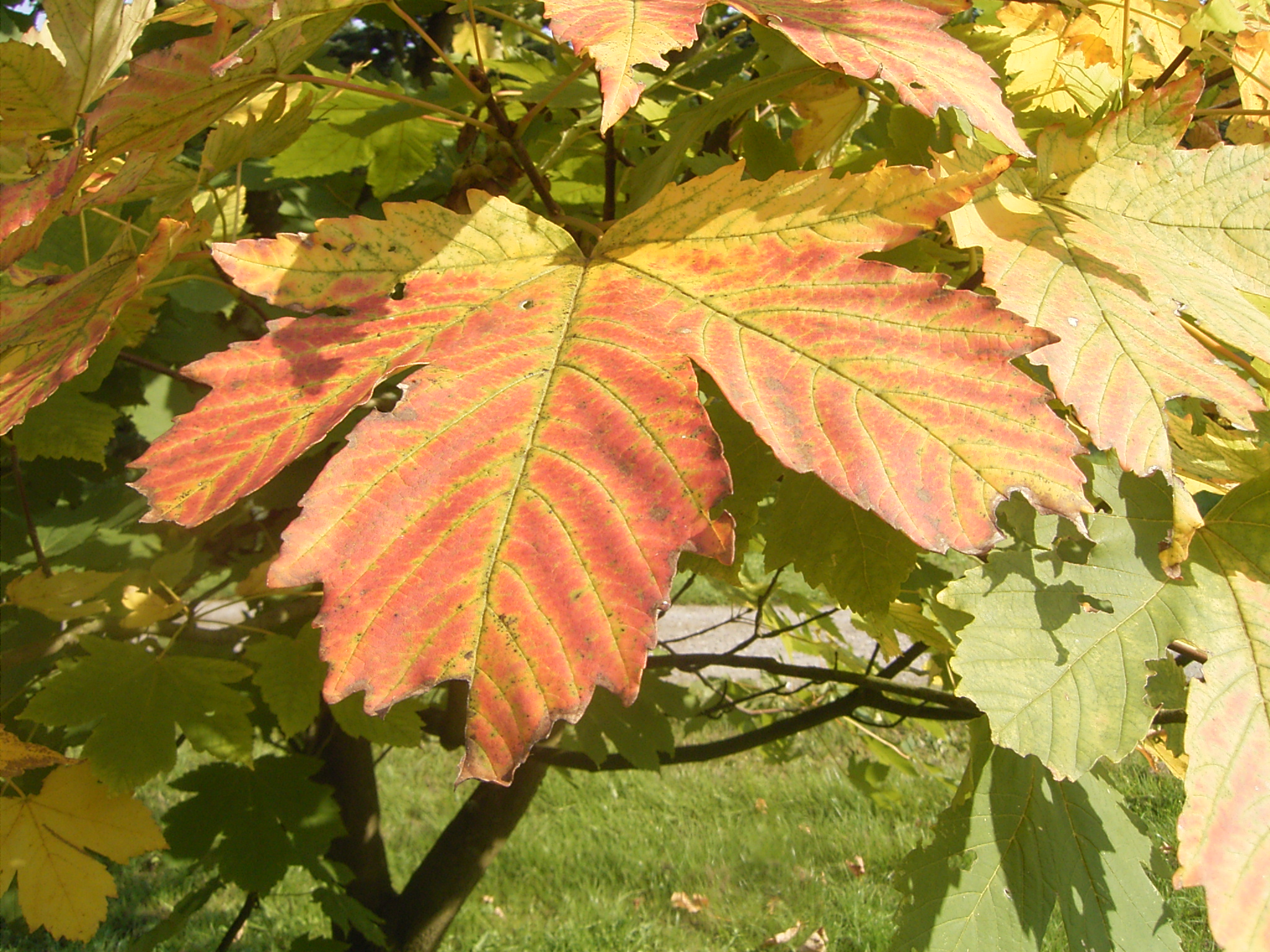
Осінній листок
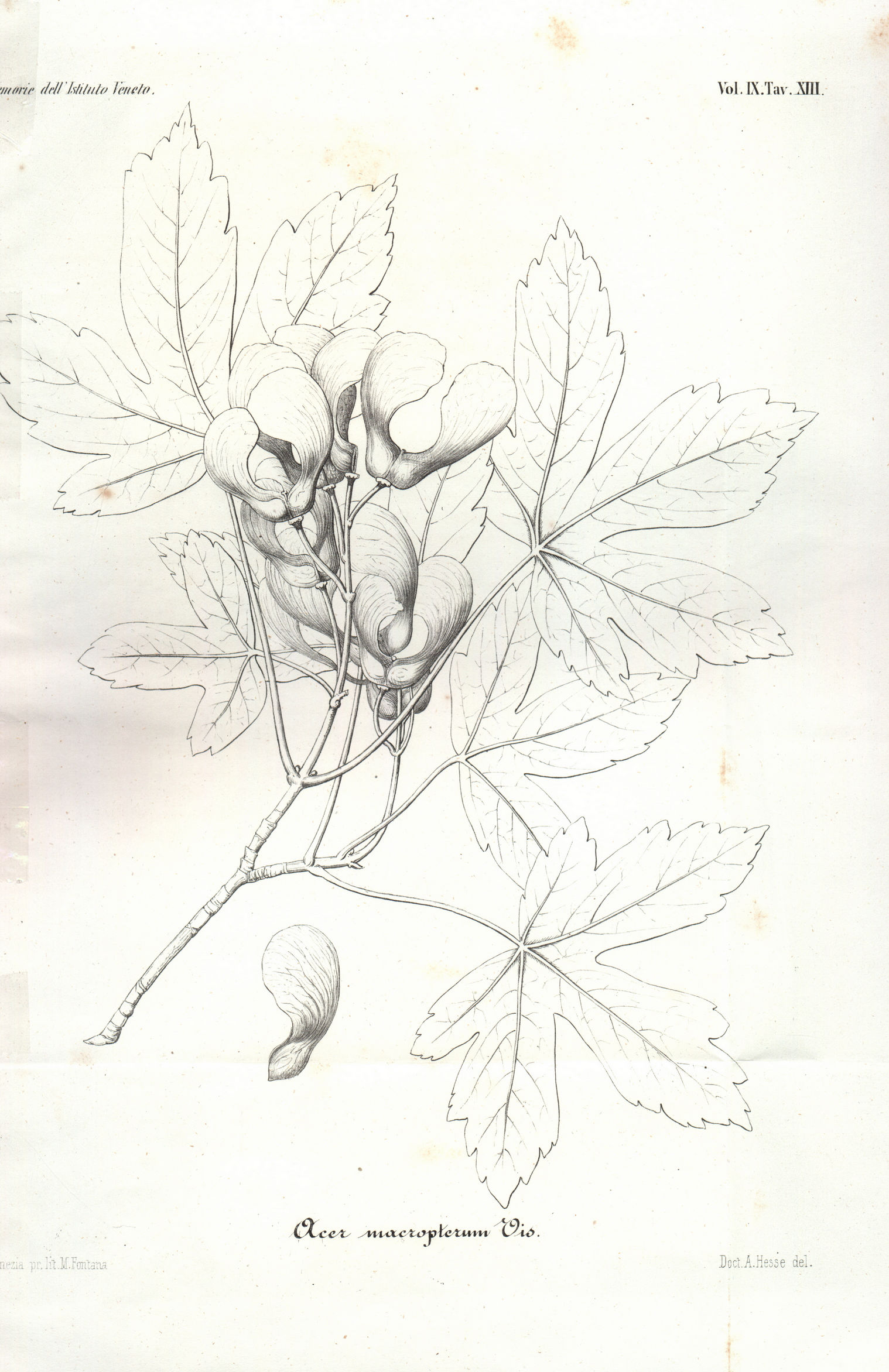
Ілюстрація
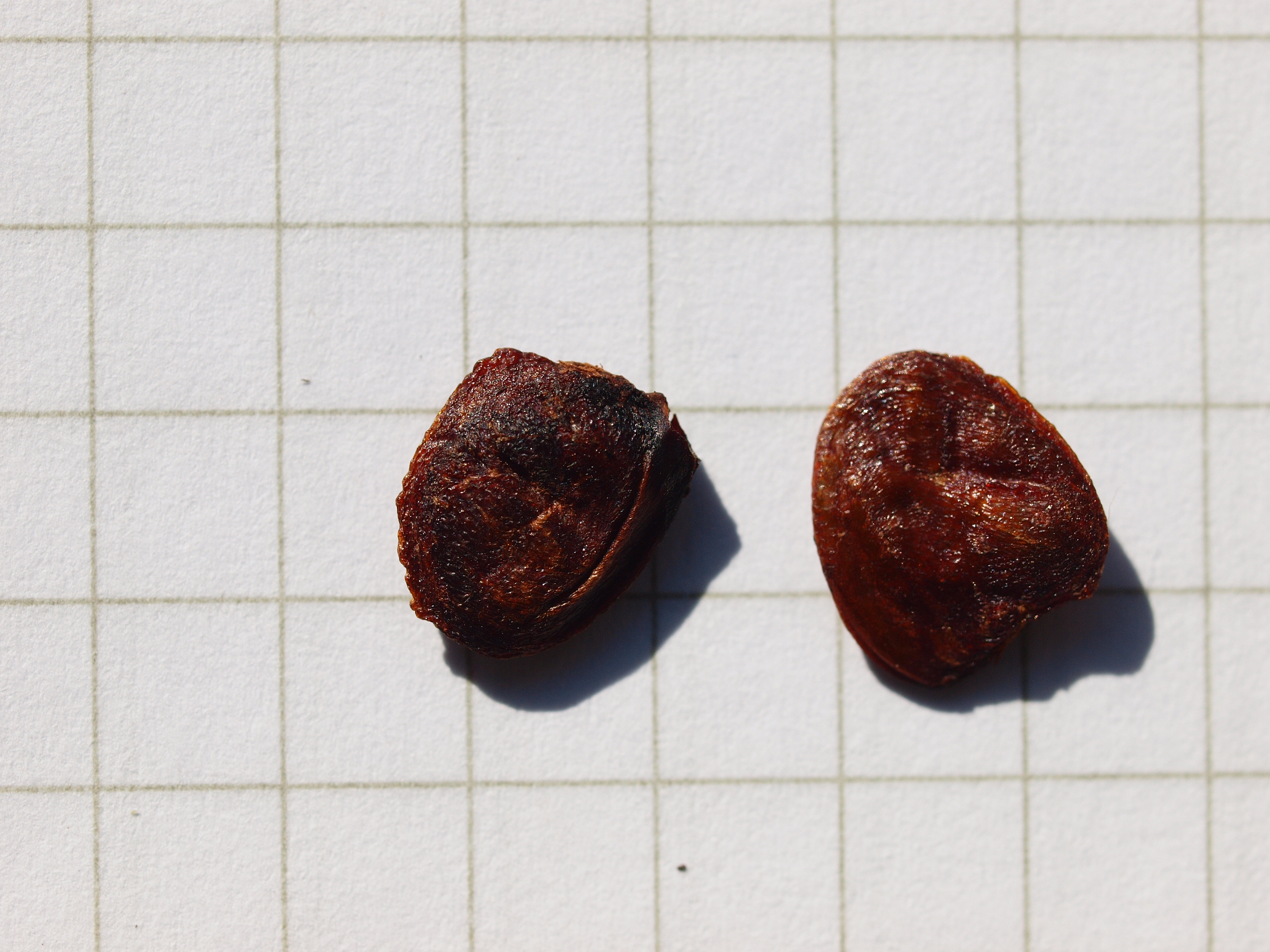
Насіння
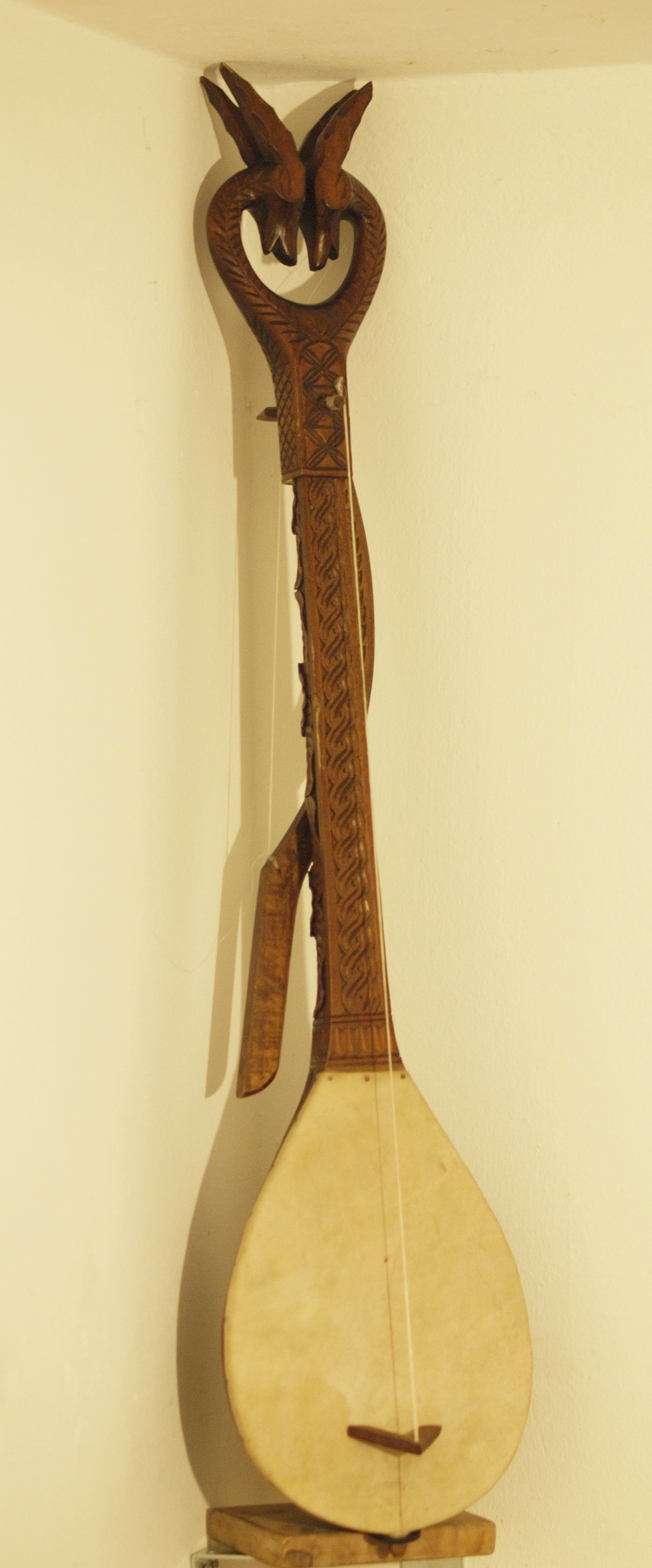
Балканські гусли виготовлені з цього клена